# Kevin Schon
Kevin Schon, ameriški komik in igralec, * 7. februar 1958, San Diego County, Kalifornija, ZDA.